# 蒂尔康
蒂尔康（法語：Turquant，法語發音：[tyʁkɑ̃] ⓘ）是法国曼恩-卢瓦尔省的一个市镇，位于该省东南部，属于索米尔区。

## 地理
蒂尔康（47°13'22"N, 0°1'40"E）面积7.86 平方千米，位于法国卢瓦尔河地区大区曼恩-卢瓦尔省，该省份为法国西部内陆省份，大致对应安茹地区，北起顺时针与马耶讷省、萨尔特省、安德尔-卢瓦尔省、维埃纳省、德塞夫勒省、旺代省、大西洋卢瓦尔省和伊勒-维莱讷省接壤。
与蒂尔康接壤的市镇（或旧市镇、城区）包括：丰特夫罗拉拜、蒙索罗、帕尔奈、卢瓦尔河畔瓦雷讷。

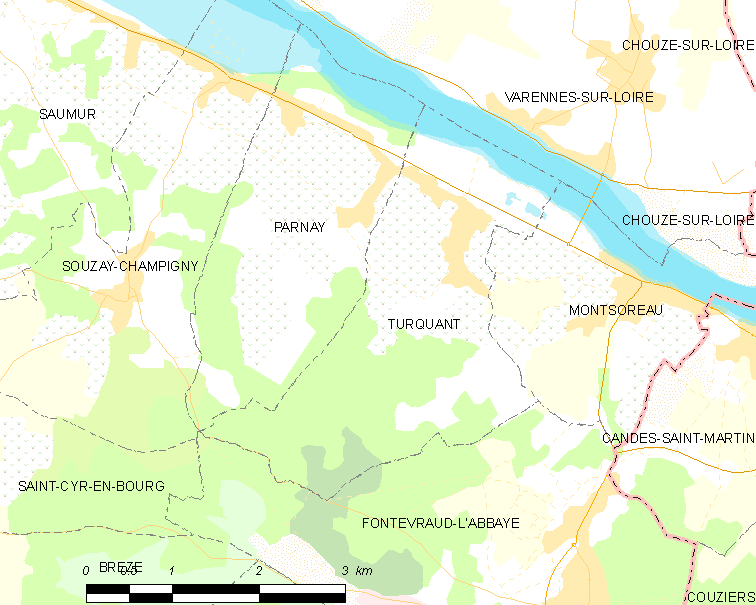
蒂尔康的OSM定位图

蒂尔康的时区为UTC+01:00、UTC+02:00（夏令时）。

## 行政
蒂尔康的邮政编码为49730，INSEE市镇编码为49358。

## 政治
蒂尔康所属的省级选区为索米尔县。

## 人口

1962-2008年间蒂尔康人口变化图示

蒂尔康于2022年1月1日时的人口数量为569人。